# Хенштет-Улцбург
Хенштет-Улцбург (њем. Henstedt-Ulzburg) општина је у њемачкој савезној држави Шлезвиг-Холштајн. Једно је од 95 општинских средишта округа Зегеберг. Према процјени из 2010. у општини је живјело 26.529 становника. Посједује регионалну шифру (AGS) 1060039, NUTS (DEF0D) и LOCODE (DE HUZ) код.

## Географски и демографски подаци
Хенштет-Улцбург се налази у савезној држави Шлезвиг-Холштајн у округу Зегеберг. Општина се налази на надморској висини од 24–69 метара. Површина општине износи 39,5 km². У самом мјесту је, према процјени из 2010. године, живјело 26.529 становника. Просјечна густина становништва износи 672 становника/km².

## Међународна сарадња
| Мјесто | Држава    | Врста сарадње | Од    |
| ------ | --------- | ------------- | ----- |
|        | Француска | партнерство   | 1986. |
| Извор  |           |               |       |